# Datu Anggal Midtimbang
Datu Anggal Midtimbang es un municipio filipino de quinta categoría, situado al sur de la isla de Mindanao. Forma parte de la provincia de Maguindánao situada en la Región Autónoma del Mindanao Musulmán también denominada RAMM. 
Para las elecciones está encuadrado en el Segundo Distrito Electoral de esta provincia.

## Barrios
El municipio  de Datu Anggal Midtimbang se divide, a los efectos administrativos, en 7 barangayes o barrios, conforme a la siguiente relación:
| - Adaón - Brar | - Mapayag - Midtimbang (Población) | - Nunangán o Nunangen - Tugal | - Tulunán |  |

## Historia

### Influencia española
Este territorio fue parte de la Capitanía General de Filipinas (1520-1898).
Hacia 1696 el capitán Rodríguez de Figueroa obtiene del gobierno español el derecho exclusivo de colonizar Mindanao.
El 1 de febrero de este año parte de Iloilo alcanzando la desembocadura del Río Grande de Mindanao, en lo que hoy se conoce como la ciudad de Cotabato.

### Ocupación estadounidense
En 1903, al comienzo de la ocupación estadounidense de Filipinas Cotabato forma parte de la nueva provincia del Moro. En septiembre de 1914 se crea el Departamento de Mindanao y Sulú, una de sus provincias es Provincia de Cotabato y Dinaig fue uno de sus distritos municipales.

### Independencia
El 18 de agosto de 1947 el distrito municipal de  Dinaig, pasa a convertirse en municipio.  De su término fueron segregados los nuevos municipios de Upi y de Talayán, este último creado el 22 de septiembre de 1976.

### Autonomía
El municipio de Talitay fue creado el 30 de agosto de 1996 ocupando terrenos segregados del municipio de Talayán.
El 30 de diciembre de 2006 fue ratificada  en  plebiscito la creación del municipio de Datu Anggal Midtimbang que agrupa tres barrios hasta entonces pertenecientes a Talayan (Brar, Midtimbang y Tulunán) y cuatro de Talitay (Adaón, Mapayag, Nunangán y Tugal).